# Michael Watson, Baron Watson of Invergowrie

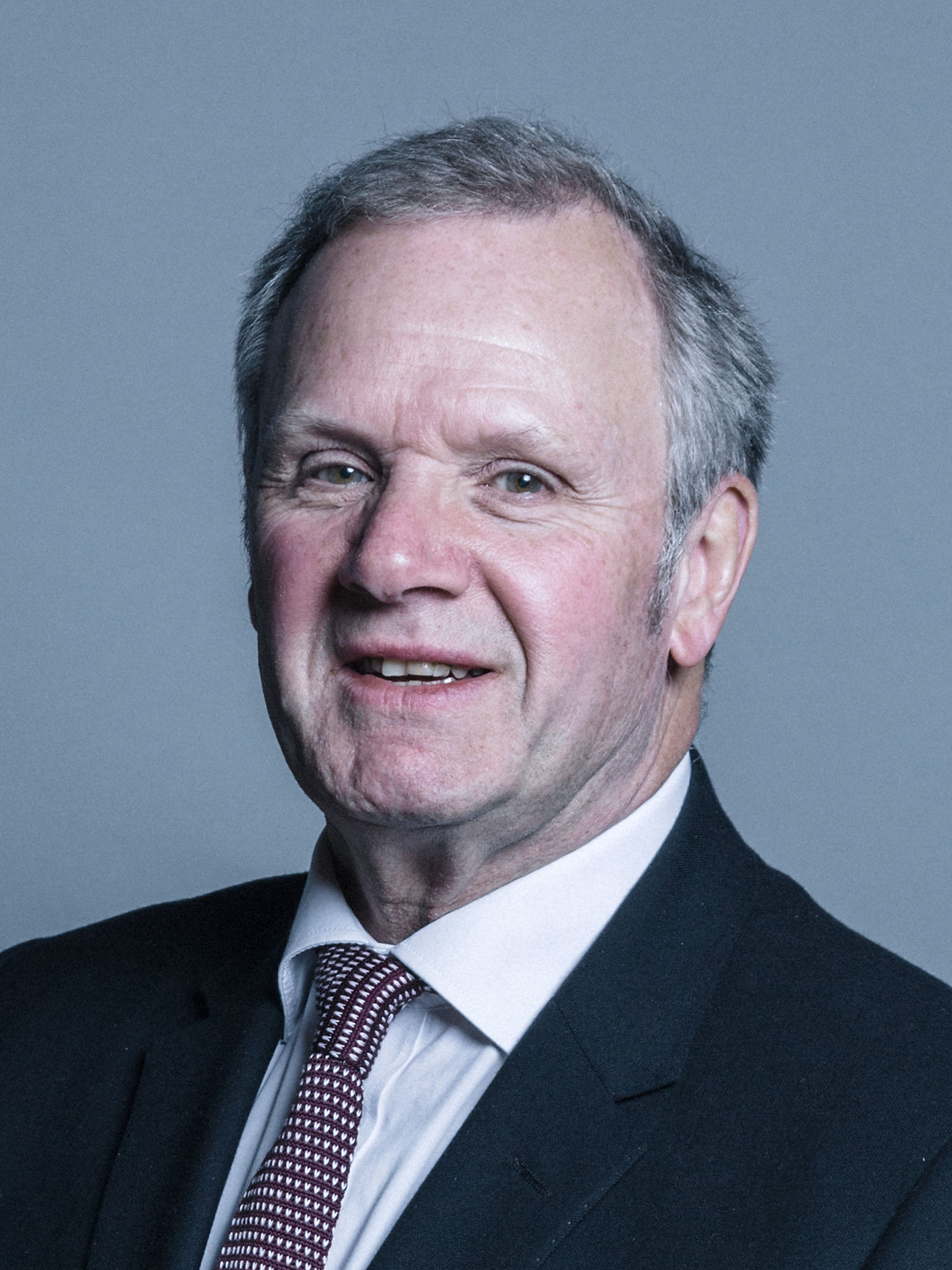
Michael Watson, Baron Watson of Invergowrie

Michael Goodall Watson, Baron Watson of Invergowrie, bekannt als Mike Watson (* 1. Mai 1949 in Cambuslang) ist ein schottischer Politiker und ehemaliges Mitglied der Labour Party.
Watson besuchte die High School of Dundee und anschließend die Heriot-Watt University.

## Britisches Unterhaus
Nach dem Ableben von Robert McTaggart, dem Abgesandten des Wahlkreises Glasgow Central, im Jahre 1989 wurden Neuwahlen angesetzt, bei welchen Watson die Labour Party vertrat. Er siegte deutlich gegen den Kandidaten der SNP, den späteren Abgeordneten Alex Neil, und zog erstmals in das Britische Unterhaus ein. Er verteidigte sein Mandat bei den folgenden Unterhauswahlen 1992. Im Zuge der Wahlkreisreform wurde der Wahlkreis Glasgow Central aufgelöst. Watson wollte für den neugeschaffenen Wahlkreis Glasgow Govan zu den folgenden Unterhauswahlen antreten, gewann die erste Nominierungsabstimmung mit einer Stimme Vorsprung, unterlag aber in der Wiederholungsabstimmung Mohammed Sarwar. Um trotzdem als Kandidat für Glasgow Govan nominiert zu werden, drohte Watson sein aktuelles Mandat des Wahlkreises Glasgow Central zurückzugeben und somit Neuwahlen zu provozieren, welche die SNP wahrscheinlich gewinnen würde. Außerdem kündigte er die Publikation eines Buches an, in dem er die Umstände der Nominierung für Glasgow Govan beschreiben würde. In der Folge verblieb Sarwar als Direktkandidat des Wahlkreises (und konnte die Wahl auch gegen die SNP-Kandidatin Nicola Sturgeon für sich entscheiden.) Watson wurde als Baron Watson of Invergowrie, of Invergowrie in Perth and Kinross, zum Life Peer erhoben und erhielt dadurch einen lebenslangen Sitz im House of Lords.

## Schottisches Parlament
Bei den Schottischen Parlamentswahlen 1999 kandidierte Watson für den Wahlkreis Glasgow Cathcart und errang das Mandat mit deutlichem Vorsprung vor der Kandidatin der SNP. In der Folge zog er in das neugeschaffene Schottische Parlament ein und bekleidete zwischen November 2001 und Mai 2003 die Position des Ministers für Tourismus, Kultur und Sport. Bei den Parlamentswahlen 2003 verteidigte Watson sein Mandat abermals deutlich.

## Anklage wegen Brandstiftung
Im Frühjahr des Jahres 2005 wurde Watson wegen zwei Fällen von Brandstiftung angeklagt. Er soll im Rahmen der Festlichkeiten zur Wahl des schottischen Politikers des Jahres zwei Vorhänge in einem Edinburgher Hotel vorsätzlich in Brand gesetzt haben. Nachdem Watson zunächst angab nicht schuldig zu sein, bekannte er sich dann in einem der beiden angeklagten Fälle schuldig. Im September 2005 wurde Watson zu einer 16-monatigen Gefängnisstrafe verurteilt. Im Zuge dieser Entwicklung legte Watson sein Mandat im Schottischen Parlament nieder und trat auch als Vorsitzender des Fußballvereins Dundee United zurück. Da der Titel des Life Peers auf Lebenszeit vergeben wird, resultierten keine Veränderungen bezüglich seines Sitzes im House of Lords. Die Nachwahl im Wahlkreis Glasgow Cathcart gewann der Labour-Kandidat Charles Gordon.

## Werke
- M. Watson: Rags to Riches: The official history of Dundee United, David Winter & Sons, Dundee, 1985. ISBN 0-902804-18-9
- M. Watson: The Tannadice Encyclopedia, Mainstream, Edinburgh, 1997. ISBN 1-85158-996-1
- M. Watson: Year Zero: An Inside View of the Scottish Parliament, Polygon,  Edinburgh, 2001. ISBN 1-902930-26-6